# Ebenweiler See
Der Ebenweiler See, im Volksmund auch  Ebenweiler Weiher genannt, ist ein Stillgewässer im Gebiet der baden-württembergischen Gemeinde Ebenweiler im Landkreis Ravensburg in Deutschland.

## Lage
Der sieben Hektar große See gehört naturräumlich zum Oberschwäbischen Hügelland. Er liegt westlich von Ebenweiler, nördlich der Kreisstraße 7963 auf einer Höhe von 591,6 m ü. NHN.

## Beschreibung
Der Schmelzwassersee wurde im Jahr 1485 aufgestaut. Heute ist er in Privatbesitz und an einen Angelsportverein verpachtet.

## Hydrologie
Das Einzugsgebiet des Altshauser Weihers beträgt rund 1288 Hektar; davon werden 45 Prozent für die Forst- und 35 Prozent für Landwirtschaft genutzt.

Gespeist wird der Weiher hauptsächlich aus dem Egger Ried zufließendem Mühlbach, er entwässert über den Mühlbach, die Hühler Ach und dann die Schussen zum Bodensee und damit in den Rhein.
Bei einer Fläche von sieben Hektar, einer mittleren Tiefe von zwei Metern und einer maximalen Tiefe von drei Metern beträgt das Volumen des Sees rund 141.000 Kubikmeter.

## Biologie
Mit Hilfe des Aktionsprogramms zur Sanierung oberschwäbischer Seen werden seit 2000 am und im Umfeld des Ebenweiler Sees verschiedene Extensivierungsmaßnahmen umgesetzt.
| Jahr                       | 1988 | 2000 | 2002 | 2007 | 2012 | 2017 | 2022 |
| Gesamt PO4-Phosphor (µg/l) | 103  | 50   | 40   | 37   | 42   | 36   | 41   |
| Trophiestufe               |      |      |      |      |      |      | e1   |

### Flora
Im Ebenweiler See kommen (Stand 2022) unter anderem die Weiße Seerose (Nymphaea alba), die als typische Vertreterin der Schwimmblattpflanzen gilt, die Gelbe Teichrose (Nuphar lutea) sowie Gewöhnlicher Wasserschlauch (Utricularia vulgaris), Großes Nixenkraut (Najas marina), Krauses Laichkraut (Potamogeton crispus), Quirliges Tausendblatt (Myriophyllum verticillatum), Raues Hornblatt (Ceratophyllum demersum), Spiegelndes Laichkraut (Potamogeton lucens), Stumpfblättriges Laichkraut (Potamogeton obtusifolius) und Teichlinse (Spirodela polyrihza) vor.

## Schutzgebiete
Der Ebenweiler See ist Bestandteil des nach ihm benannten und 1991 ausgewiesenen, 115 Hektar großen Naturschutzgebiets sowie des FFH-Gebiets „Feuchtgebiete um Altshausen“. An das Ostufer des Ebenweiler Sees grenzt das Landschaftsschutzgebiet „Altshausen-Fleischwangen-Königsegg“.